# Bagavadi, Honnali
Bagavadi là một làng thuộc tehsil Honnali, huyện Davanagere, bang Karnataka, Ấn Độ.